# 私市保彦
私市 保彦（きさいち やすひこ、1933年10月14日 - ）は、日本のフランス文学・比較文学者、武蔵大学名誉教授。
バルザックやジュール・ヴェルヌを中心とするフランス文学研究と、フランス文学を基礎に、幻想文学、児童文学の分野での比較文学的研究を行う。そのかたわら、創作活動も行う。

## 略歴
東京の阿佐ヶ谷生まれ。戦争中に長野県諏訪郡富士見村に個人疎開、1946年長野県立諏訪中学入学、1947年千葉県立船橋中学に転校、1952年県立船橋高校卒業、1956年東京大学文学部仏文科卒業、61年同大学院人文科学研究科比較文学比較文化専攻修士課程修了。
1961年和洋女子大学専任講師。1968年武蔵大学助教授、のち教授。2004年定年後特任教授、名誉教授。2004年から日本比較文学会会長を四年間務める。2007年『名編集者エッツェルと巨匠たち』で日本児童文学学会特別賞を受賞。『白い繭』で宗左近賞受賞。

## 著書
- 『ネモ船長と青ひげ』晶文社、1978
- 『幻想物語の文法－『ギルガメシュ』から『ゲド戦記』へ』晶文社、1987、ちくま学芸文庫、1997
- 『琥珀の町 幻想小説集』国書刊行会、1998
- 『フランスの子どもの本 「眠りの森の美女」から「星の王子さま」へ』白水社、2001
- 『名編集者エッツェルと巨匠たち』新曜社、2007
- 『白い繭　幻想短篇集』沖積舎、2014
- 『地底の大冒険　タケシと影を喰らう龍魔王』てらいんく、2015
- 『賢治童話の魔術的地図　土俗と想像力』新曜社、2022
- 『夢魔八夜』国書刊行会、2022。短篇集

### 共著
- 『幻想空間の東西 フランス文学をとおしてみた泉鏡花』金沢大学フランス文学会編、平川祐弘ほか共著、十月社、1990
- 『「赤ずきん」のフォークロア　誕生とイニシエーションをめぐる謎』今井美恵共著、新曜社、2013

### 翻訳
- ウィリアム・ベックフォード『ヴァテック』国書刊行会 、1990
- ジュール・ヴェルヌ『海底二万里』岩波少年文庫、2005
- 『バルザック幻想・怪奇小説選集』全5巻、加藤尚宏共編、水声社、2007

①『百歳の人』
②『アネットと罪人』監訳
③『呪われた子』
⑤『動物寓話集』
- 『ジュール・ヴェルヌの世紀』ミシェル・セール序、監訳、東洋書林、2009
- 『バルザック芸術/狂気小説選集』全5巻、加藤尚宏、芳川泰久共編、水声社、2010

①「ピエール・グラスー」
②「ファチーノ・カーネ」
④「絶対の探求」、「赤い宿屋」
⑥「動物寓話集他」大下瑞枝共訳
- 『サド全集 第6巻 恋の罪、壮烈悲惨物語』橋本到共訳、水声社、2011
- ヴェルヌ『海底二万里』岩波少年文庫、2005
- ヴェルヌ『二年間の休暇』岩波少年文庫、2012
- バルザック『神秘の書』加藤尚宏、 芳川泰久、大須賀沙織共訳 「ルイ・ランベール」水声社 2013
- 『バルザック愛の葛藤・夢魔小説選集』全４巻 水声社 2015-17

①『偽りの愛人』 加藤尚宏、澤田肇、博多かおる共訳 「ソーの舞踏会」
③『マラーナの女たち』加藤尚宏、大下瑞枝、奥田恭士、東辰之助共訳「マラーナの女たち」
④『老嬢』片桐祐共訳、「老嬢」、「コルネリュス卿」、「二つの夢」